# بوشانوویتسه
بوشانوویتسه (به چکی: Bušanovice) یک منطقهٔ مسکونی در جمهوری چک است که در ناحیه پراخاتیتسه واقع شده‌است. بوشانوویتسه ۹٫۷۲ کیلومتر مربع مساحت و ۲۴۵ نفر جمعیت دارد و ۵۴۰ متر بالاتر از سطح دریا واقع شده‌است.